# Гросси, Карло
Карло Гросси (итал. Carlo Grossi, ок. 1634 — 14 мая 1688 года, Венеция) — итальянский композитор.

## Биография
Родился, вероятно, в Виченце, но некоторые считают его уроженцем Виаданы. Провёл, как утверждал сам, часть своих ученических лет в Модене, служа при местном дворе.
До 1657 года покинул Модену и стал капельмейстером в соборе Реджо-нель-Эмилия.
Был органистом в Церкви Святых Иоанна и Павла в Венеции, сменив ноябре 1664 года Массимилиано Нери, но пробыл там недолго: в мае 1667 году его фактически уволили за неоднократные отлучки. Работал в различных, не только итальянских, городах (Инсбрук, Вена и, вероятно, Дрезден).
Также известен благодаря тому, что религиозные тексты на иврите стали речитативными в стиле Клаудио Монтеверди, как, например, в его «Кантате Эбраике» в Диалоге, работе, выполненной по заказу Гросси (который сам был язычником) относительно свободной и зажиточной еврейской общины Модены. Эта работа, вероятно, предназначалась для исполнения непрофессиональным хором (хоровые партии относительно просты, предполагающие преднамеренную адаптацию к способностям менее искусных музыкантов) с оперными солистами профессионального уровня.
Гросси умер в 1688 году в Венеции.
Считается, что Гросси был первым композитором, использовавшим термин «дивертисмент» (в своем сочинении 1681 года «Il divertimento de' grandi musiche da camera, ò per servizio di tavola»).

## Сочинения
- Concerti eccleseastici Op. 1 (1657)
- Sonatas Op. 3
- Moderne Melodie: a voce sola: con due, trè, quattro, e cinque stromenti, e partitura per l’organo Op. 8 (Bologna, Giacomo Monti, 1676)
- Currite pastores con 5 stromenti
- Cantata ebraica in dialogo (Modena, 1681)
- Il divertimento di Grandi, musiche da camera ò per sevicio di tavola… Op. 9 (Antwerpen, 1681)